# Anthophora braunsiana
Anthophora braunsiana là một loài Hymenoptera trong họ Apidae. Loài này được Friese mô tả khoa học năm 1905.